# Bellardia
Bellardia este un gen de muște din familia Calliphoridae.

## Galerie

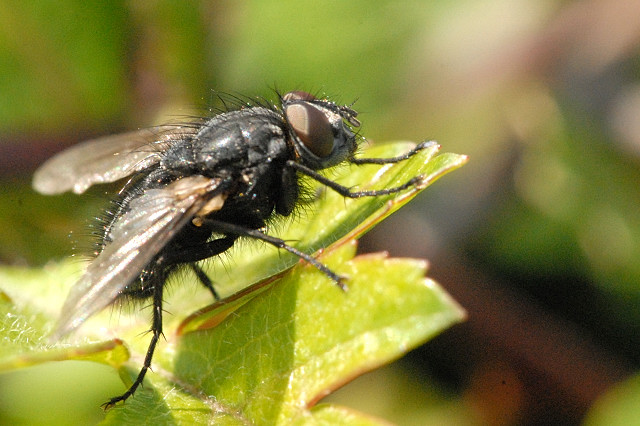
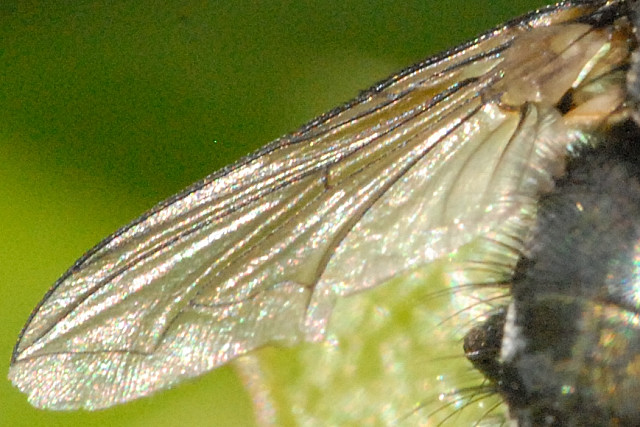

## Specii[1]
- Bellardia agilis
- Bellardia bayeri
- Bellardia benshiensis
- Bellardia bisetosa
- Bellardia brevistylata
- Bellardia chosenensis
- Bellardia corsicana
- Bellardia curviloba
- Bellardia fengchengensis
- Bellardia fengehengensis
- Bellardia grunini
- Bellardia heilongjiangensis
- Bellardia kisha
- Bellardia liaoningensis
- Bellardia longistricta
- Bellardia maroccana
- Bellardia mascariensis
- Bellardia megaloba
- Bellardia menechmoides
- Bellardia micromenechma
- Bellardia nartshukae
- Bellardia notomenechma
- Bellardia nova
- Bellardia obsoleta
- Bellardia oligochaeta
- Bellardia osetica
- Bellardia pandia
- Bellardia peopedana
- Bellardia polita
- Bellardia psebajica
- Bellardia puberula
- Bellardia pusilla
- Bellardia qinghaiensis
- Bellardia rohdendorfi
- Bellardia rugiforceps
- Bellardia sastylata
- Bellardia saur
- Bellardia semilunaris
- Bellardia setosa
- Bellardia sibiriensis
- Bellardia siciliensis
- Bellardia stricta
- Bellardia tatrica
- Bellardia townsendi
- Bellardia variola
- Bellardia xianensis
- Bellardia zaitzevi